# ديفيد كلايتون
ديفيد كلايتون (بالإنجليزية: David Clayton)‏ هو عالم وبائيات ‏ بريطاني، ولد في 13 يونيو 1944.